# Maggie Power
Pour les articles homonymes, voir Power.
Maggie Power (née en 1971) est une romancière britannique, auteur de :
- Goblin Fruit, publié par Journeyman Press (1987)
- Lily, publié par Simon & Schuster (1994)
- Porphyria's Lover, publié par Simon & Schuster en 1995, roman qui reprend le titre d'un célèbre poème de Robert Browning.